# Somalia na Letnich Igrzyskach Olimpijskich 1988
Somalię na Letnich Igrzyskach Olimpijskich 1988 reprezentowało 5 zawodników. Był to 3. start reprezentacji Somalii na letnich igrzyskach olimpijskich.

## Skład kadry

### Lekkoatletyka
Mężczyźni
- Ibrahim Okash – 800 metrów – odpadł w półfinałach
- Jama Mohamed Aden – 1500 metrów – odpadł w eliminacjach
- Aboukar Hassan Adani – 5000 metrów – odpadł w eliminacjach
- Mohiddin Mohamed Kulmiye – maraton – 91. miejsce
- Ahmed Mohamed Ismail – maraton – nie ukończył